# كين إرنست
كين إرنست (بالإنجليزية: Kenneth Frederic Ernst)‏ هو فنان قصص مصورة أمريكي، ولد في 10 يناير 1918 في ستاونتون في الولايات المتحدة، وتوفي في 6 أغسطس 1985 في سايلم في الولايات المتحدة.